# Альтерсбах
Альтерсбах (нім. Altersbach) — громада в Німеччині, розташована в землі Тюрингія. Входить до складу району Шмалькальден-Майнінген. Складова частина об'єднання громад Газельгрунд.
Площа — 3,15 км2. Населення становить Невірний параметр metadata 16 066 001 ос. (станом на 31 грудня 2021).